# Genna
Genna (japanska: 元和?, gen'na, även genwa) 13 juli 1615–30 februari 1624, är en period i den japanska tideräkningen som inleds när kejsar Go-Mizunuoo bestiger tronen.
Namnet kommer från Xuanzongs regeringsperiod i Tangdynastins Kina, och har fastslagits av shogunen, inte av hovet.
Under den här perioden, den första som startar efter Tokugawas maktövertagande, finns fortfarande ett väpnat motstånd mot shogunatet.
Toyotomiklanen besegras dock i de strider 1614–1615 som har fått namn efter perioden.

## Andra perioder med samma namn
Samma kinesiska tecken (med andra uttal) kan referera till:
- En kinesisk period under handynastin mellan år 84 och 87.
- En kinesisk period under tangdynastin mellan 806 och 820.
- En vietnamesisk period under Lêdynastin mellan 1533 och 1548